# Міостатин
MSTN (англ. Myostatin) — білок, який кодується однойменним геном, розташованим у людей на короткому плечі 2-ї хромосоми. Довжина поліпептидного ланцюга білка становить 375 амінокислот, а молекулярна маса — 42 750.
| 10         |  | 20         |  | 30         |  | 40         |  | 50         |
| ---------- |  | ---------- |  | ---------- |  | ---------- |  | ---------- |
| MQKLQLCVYI |  | YLFMLIVAGP |  | VDLNENSEQK |  | ENVEKEGLCN |  | ACTWRQNTKS |
| SRIEAIKIQI |  | LSKLRLETAP |  | NISKDVIRQL |  | LPKAPPLREL |  | IDQYDVQRDD |
| SSDGSLEDDD |  | YHATTETIIT |  | MPTESDFLMQ |  | VDGKPKCCFF |  | KFSSKIQYNK |
| VVKAQLWIYL |  | RPVETPTTVF |  | VQILRLIKPM |  | KDGTRYTGIR |  | SLKLDMNPGT |
| GIWQSIDVKT |  | VLQNWLKQPE |  | SNLGIEIKAL |  | DENGHDLAVT |  | FPGPGEDGLN |
| PFLEVKVTDT |  | PKRSRRDFGL |  | DCDEHSTESR |  | CCRYPLTVDF |  | EAFGWDWIIA |
| PKRYKANYCS |  | GECEFVFLQK |  | YPHTHLVHQA |  | NPRGSAGPCC |  | TPTKMSPINM |
| LYFNGKEQII |  | YGKIPAMVVD |  | RCGCS      |  |            |  |            |

A: Аланін

C: Цистеїн

D: Аспарагінова кислота

E: Глутамінова кислота

F: Фенілаланін

G: Гліцин

H: Гістидин

I: Ізолейцин

K: Лізин

L: Лейцин

M: Метіонін

N: Аспарагін

P: Пролін

Q: Глутамін

R: Аргінін

S: Серин

T: Треонін

V: Валін

W: Триптофан

Кодований геном білок за функціями належить до цитокінів, факторів росту. 
Задіяний у такому біологічному процесі як поліморфізм. 
Білок має сайт для зв'язування з молекулою гепарину. 
Секретований назовні.